# Pterolophia ochreostictica
Pterolophia ochreostictica là một loài bọ cánh cứng trong họ Cerambycidae.